# Regio Foodvalley

Kaart intergemeentelijke samenwerkingen in Gelderland en grensgemeenten (2016).

Regio Foodvalley is een samenwerkingsverband van een achttal gemeenten in de Gelderse Vallei: Ede, Barneveld, Nijkerk, Renswoude, Rhenen, Scherpenzeel, Veenendaal en Wageningen. Sinds juli 2010 werken deze acht gemeenten onder de naam "Regio Foodvalley" samen het gebied van onder andere landbouw, energietransitie, werkgelegenheid en ruimtelijke ontwikkeling. In de regio wonen circa 350.000 mensen. De organisatie is gevestigd op het voormalige kazerneterrein in Ede.

## Activiteiten
Naast de acht gemeenten en de provincies Gelderland en Utrecht zijn ook bedrijven als Arla en De Heus Diervoeders betrokken en onderwijsinstellingen als de Wageningen University & Research en het UMC in Utrecht. Doelstelling is om de regio aantrekkelijk te maken voor wonen en bedrijvigheid en een vooraanstaande positie te verwerven in de duurzame voedselvoorziening. De regio kent een relatief groot aantal bedrijven dat zich bezighoudt met landbouw en voedselproductie.

## Geschiedenis
Eerdere samenwerkingsverbanden in de Gelderse Vallei waren Regio De Vallei en WERV.

### Regio De Vallei (sinds 1992)
Regio De Vallei is in 1992 opgericht als samenwerkingsverband voor de verwerking van huishoudelijk afval tussen de gemeenten Barneveld, Ede, Nijkerk, Scherpenzeel en Wageningen. Dit bestaat nog steeds, los van de Regio Foodvalley.

### WERV (2002–2011)
In 2002 ontstond het samenwerkingsverband WERV, een acroniem van de 4 deelnemende gemeenten Wageningen, Ede, Rhenen en Veenendaal.  

### Regio Foodvalley (sinds 2010)
De naam "Foodvalley" werd eind jaren 1990 bedacht naar analogie van Silicon Valley door hoogleraar voeding en gezondheid Jo Hautvast van de Wageningse universiteit. Hij stelde dat de landbouw- en voedselsector zeer relevant waren in de Gelderse Vallei en een vrij unieke positie in de wereld innamen, maar dat kennisinstellingen zoals de agrarisch-ecologische universiteit en andere hogescholen, ondernemingen in de land- en tuinbouw en voedselindustrie en de betrokken lokale overheden (inclusief terreinbeheerders en andere non-commerciële instellingen en ngo's) nog onvoldoende efficiënt kennis met elkaar uitwisselden en samenwerkten dan in theorie mogelijk was. Deze ideeën stimuleerden in 2004 de oprichting van de non-profitorganisatie Foodvalley NL, die deze kennisdeling en samenwerking moest faciliteren en stimuleren (met succes). Het bestaande samenwerkingsverband WERV werd in 2010 uitgebreid met Barneveld, Nijkerk, Renswoude en Scherpenzeel en omgedoopt tot "Regio Foodvalley".
Eind 2020 werd de Regiodeal Foodvalley gestart waarin diverse organisaties voor een periode van vier jaar onderzoek doen naar gezonde voeding. In maart 2023 werd de Woondeal Regio Foodvalley ondertekend, waarbij wordt gestreefd om in de Regio Foodvalley 25.000 nieuwe woningen te bouwen in de periode tot met 2030. Ook werd onderzoek opgestart naar de luchtkwaliteit.